# Jürgen Wetzenstein-Ollenschläger
Jürgen Michael Rainer Wetzenstein-Ollenschläger (* 12. Dezember 1942 in Coburg) ist ein deutscher Jurist. Er war in der DDR Direktor des Stadtbezirksgerichts in Berlin-Lichtenberg. 1992 tauchte er unter und setzte sich ins Ausland ab.

## Leben und Wirken
Wetzenstein-Ollenschläger war Richter in der DDR und wurde später Direktor des Stadtbezirksgerichts Berlin-Lichtenberg.
In seiner Funktion als DDR-Richter verurteilte er DDR-Bürgerrechtler zu Gefängnisstrafen, um im Anschluss die Preise für den Häftlingsfreikauf der von ihm Verurteilten an die Bundesrepublik in die Höhe zu treiben. Schließlich tauchte er mit einigen Millionen D-Mark, die er dabei abzupressen half, in den Untergrund ab.
Nach der Wende erhielt Wetzenstein-Ollenschläger auf der Grundlage der Verordnung über die Tätigkeit und die Zulassung von Rechtsanwälten mit eigener Praxis vom 22. Februar 1990 eine Zulassung als Rechtsanwalt und Notar. Er wurde als Kooperationspartner in die Sozietät Boesebeck Barz aufgenommen. Sein erster bedeutsamer Mandant war Manfred Seidel, Stellvertreter des KoKo-Chefs Alexander Schalck-Golodkowski. Die Zusammenarbeit mit Boesebeck Barz wurde wenig später beendet, nachdem Wetzenstein-Ollenschläger am Kriminalgericht Moabit das Mandat als Strafverteidiger des früheren Stasichefs Erich Mielke übernommen hatte.
Des Weiteren war Wetzenstein-Ollenschläger Prozessvertreter des KoKo-Mitarbeiters Günther Forgber im Feststellungsverfahren der Treuhandanstalt über die Firma Günther Forgber als Staatseigentum der DDR oder Privatunternehmen. Forgber, der ab 1990 zunächst in Ostberlin das neue Unternehmen Forgimpex gegründet hatte, welches er kurz darauf in Inhafo GmbH umfirmierte, errichtete 1991 mit Unterstützung Wetzenstein-Ollenschlägers ein neues Firmennetzwerk zu dem u. a. die Export-Contact AG in Zürich, die Export-Import Handels AG in Zug und die Export-Contact Handelsgesellschaft in Wien gehörten, über die er mit KoKo-Geldern Immobilien in Frankfurt a. M. kaufte.
Während des Mielke-Prozesses wurde Wetzenstein-Ollenschläger am 10. Februar 1992 von Kornelia Voigt, die er 1977 als Richter wegen Teilnahme an einer spontanen Demonstration am 7. Oktober 1977 auf dem Alexanderplatz zu 16 Monaten Haft wegen „Rowdytum“ (§ 215 Strafgesetzbuch der DDR) verurteilt hatte, im Treppenhaus des Moabiter Gerichts öffentlich geohrfeigt. Am 15. Februar 1992 erfolgte ein Einbruchdiebstahl in Wetzenstein-Ollenschlägers Haus, bei dem u. a. Kopien von Gerichtsakten gestohlen wurden. Nachdem im Jahre 1992 insgesamt 26 Ermittlungsverfahren wegen des Verdachts der Rechtsbeugung und Freiheitsberaubung gegen Wetzenstein-Ollenschläger anhängig und zudem ein Haftbefehl wegen Beihilfe zur Untreue erlassen worden war, floh er ins Ausland.
Am 23. März 2001 wurde Wetzenstein-Ollenschläger in Abwesenheit zur Rückgabe einer unter Ausnutzung einer Zwangslage angeeigneten Immobilie verurteilt. Er hatte 1983 ein Haus in Berlin-Mahlsdorf von einem Häftling gekauft, der im Gefängnis Lichtenberg einsaß, welches zu Wetzenstein-Ollenschlägers Zuständigkeitsbereich gehörte. Der Häftling durfte kurze Zeit darauf in die Bundesrepublik ausreisen.
Der internationale Haftbefehl wurde im August 2001 wegen Verjährung der Straftaten aufgehoben.
Nach Forgbers tödlichem Unfall im Jahre 2006 gilt Wetzenstein-Ollenschläger als einzige über den Verbleib der Gelder der Unternehmensgruppe Forgber aussagefähige Person. Sein Aufenthaltsort ist unbekannt.